# 1891年のスポーツ
- 年度別スポーツ記事一覧

## 競馬

### イギリス
クラシック
- 2000ギニー - コモン
- 1000ギニー - ミミ
- エプソムダービー - コモン
- エプソムオークス - ミミ
- セントレジャーステークス - コモン

コモン三冠達成。
その他主要レース
- アスコットゴールドカップ - モリオン
- グッドウッドカップ - ゴンザロ
- ドンカスターカップ - クイーンズバースデイ
- エクリプスステークス - シュアフット
- チャンピオンステークス - オリオン
- グランドナショナル - カムアウェイ

### アメリカ合衆国
- ケンタッキーダービー - キングマン
- ウィザーズステークス - ピクニッカー
- ベルモントステークス - フォックスフォード
- ローレンスリアライゼーションステークス - ポトマック

### フランス
- パリ大賞典 - クラマール
- ジョッケクルブ賞 - エルマーク

### オーストラリア
- メルボルンカップ - マルヴォリオ

## ゴルフ

### 世界4大大会（男子）
- 全英オープン優勝者：ヒュー・カーカルディ（イギリス）

## サッカー

### イングランド
- フットボールリーグ（1890-1891シーズン）優勝：エヴァートン
- FAカップ決勝

ブラックバーン・ローヴァーズ 3-1 ノッツ・カウンティ

## テニス

### グランドスラム
- 全仏選手権　男子単優勝：H・ブリッグス（イギリス）
- ウィンブルドン　男子単優勝：ウィルフレッド・バデリー（イギリス）、女子単優勝：ロッティ・ドッド（イギリス）
- 全米選手権　男子単優勝：オリバー・キャンベル（アメリカ）、女子単優勝：マーベル・カーヒル（アメリカ）

全仏選手権の第1回大会が行われた年。1924年までは出場資格がフランス人選手のみに限定されていた。大会の最初期は、選手のフルネームや試合結果の記録も欠落しているものが多い。

## バスケットボール
- ジェームズ・ネイスミス、バスケットボールを考案

## ボート
- オックスフォード・ケンブリッジ大学対抗レガッタ優勝：オックスフォード大学

## 野球

### アメリカ大リーグ
- ナショナルリーグ優勝：ボストン･ビーンイーターズ
- アメリカン・アソシエーション優勝：ボストン・レッズ
- 野球リーグ『アメリカン・アソシエーション』解体

## ラグビー
- ホームネイションズ

優勝：スコットランド

## その他のスポーツ
- 8月11日 - 日高藤吉郎、日本体育会創設

## 誕生
- 1月10日 - 辰野保（東京府、陸上競技、+1938年）
- 1月29日 - リチャード・ノリス・ウィリアムズ（アメリカ、テニス、+1968年）
- 3月3日 - アーサー・ドローリー（イギリス、サッカー、+1961年）
- 3月25日 - 清水善造（群馬県、テニス、+1977年）
- 4月30日 - パット・オハラウッド（オーストラリア、テニス、+1961年）
- 5月11日 - 福井覚治（兵庫県、ゴルフ、+1930年）
- 6月3日 - メアリー・ブラウニー（アメリカ、テニス、+1971年）
- 8月20日 - 金栗四三（熊本県、陸上競技、+1983年）
- 9月10日 - 岡部平太（福岡県、スポーツ指導者、+1966年）
- 11月14日 - ジェームズ・メレディス（アメリカ、陸上競技、+1957年）
- 11月15日 - 市岡忠男（長野県、野球、+1964年）
- 11月25日 - 大錦卯一郎（大阪府、相撲、+1941年）